# De La Soul
De La Soul – amerykański zespół hip-hopowy założony w 1987 na wyspie Long Island, w stanie Nowy Jork.
Muzycy mają wkład w rozwój jazz rapu i alternatywnego hip-hopu. Grupa składa się z trzech członków: Posdnuosa, Trugoya i Maseo. Zadebiutowali oni na amerykańskiej scenie muzycznej wydając krążek 3 Feet High and Rising. Album zawierający żartobliwe gry słowne, innowacyjne sample i dowcipne skity został okrzyknięty arcydziełem. Zdobył tytuł albumu roku magazynu NME. Pomimo sukcesu pierwszego albumu, w latach 90. grupa pozostawała w cieniu artystów reprezentujących cięższe odmiany muzyki hip-hop.
W roku 2006 zespół został uhonorowany nagrodą Grammy za nagranie wraz z Gorillaz singla Feel Good Inc.. W roku 2009, w 20. rocznicę wydania debiutanckiego 3 Feet High and Rising, grupa wydała album Are You In?.

## Skład
- Kelvin Mercer (a.k.a. Posdnuos, Mercenary, Plug Wonder Why, Plug One)
- David Jude Jolicoeur (a.k.a. Trugoy the Dove, Dave, Plug Two) (zmarły)
- Vincent Mason (a.k.a. P.A. Pasemaster Mase, Maseo, Plug Three)

## Dyskografia

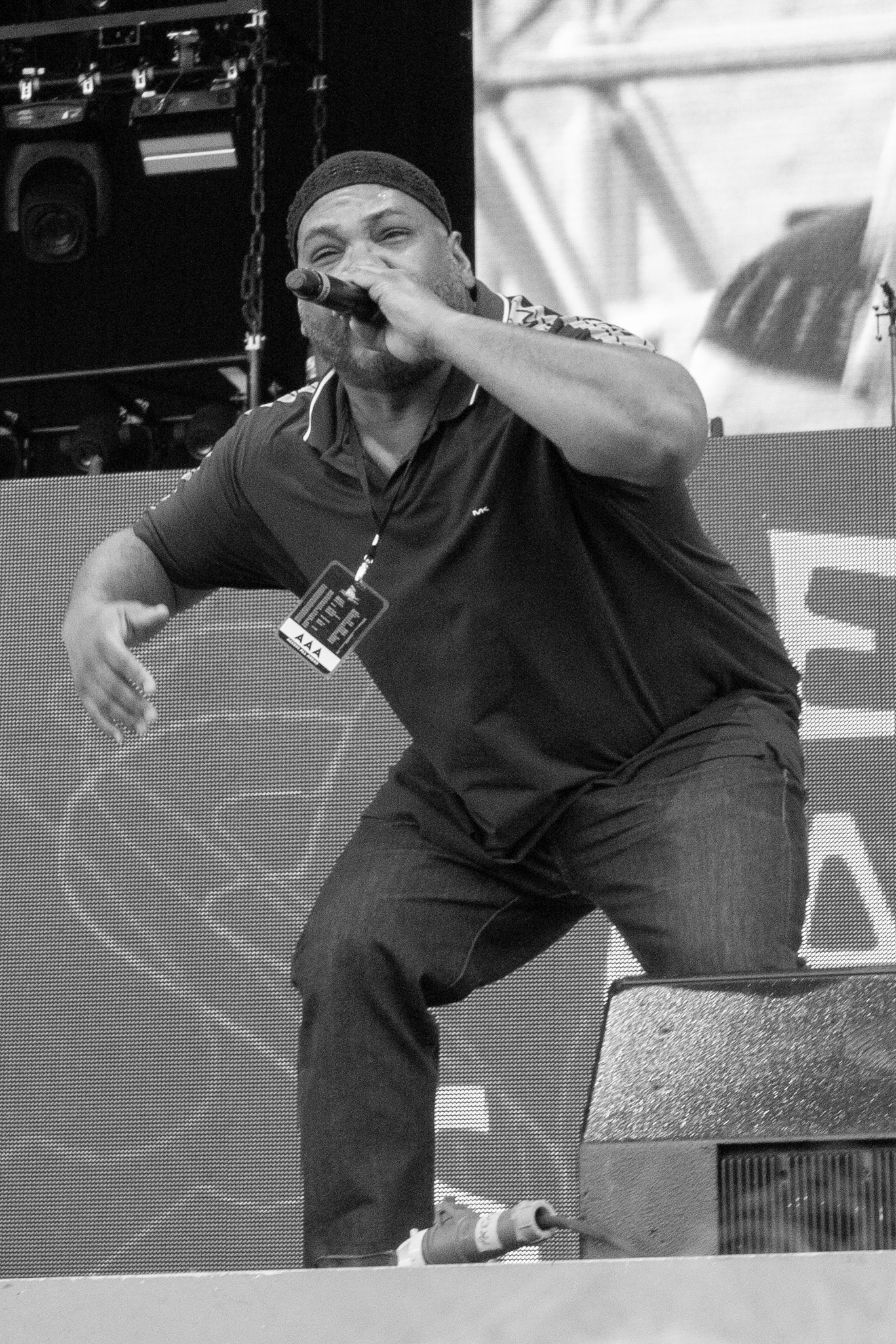
Vincent Mason, Gods-of-Rap-Tour 2019 in Berlin

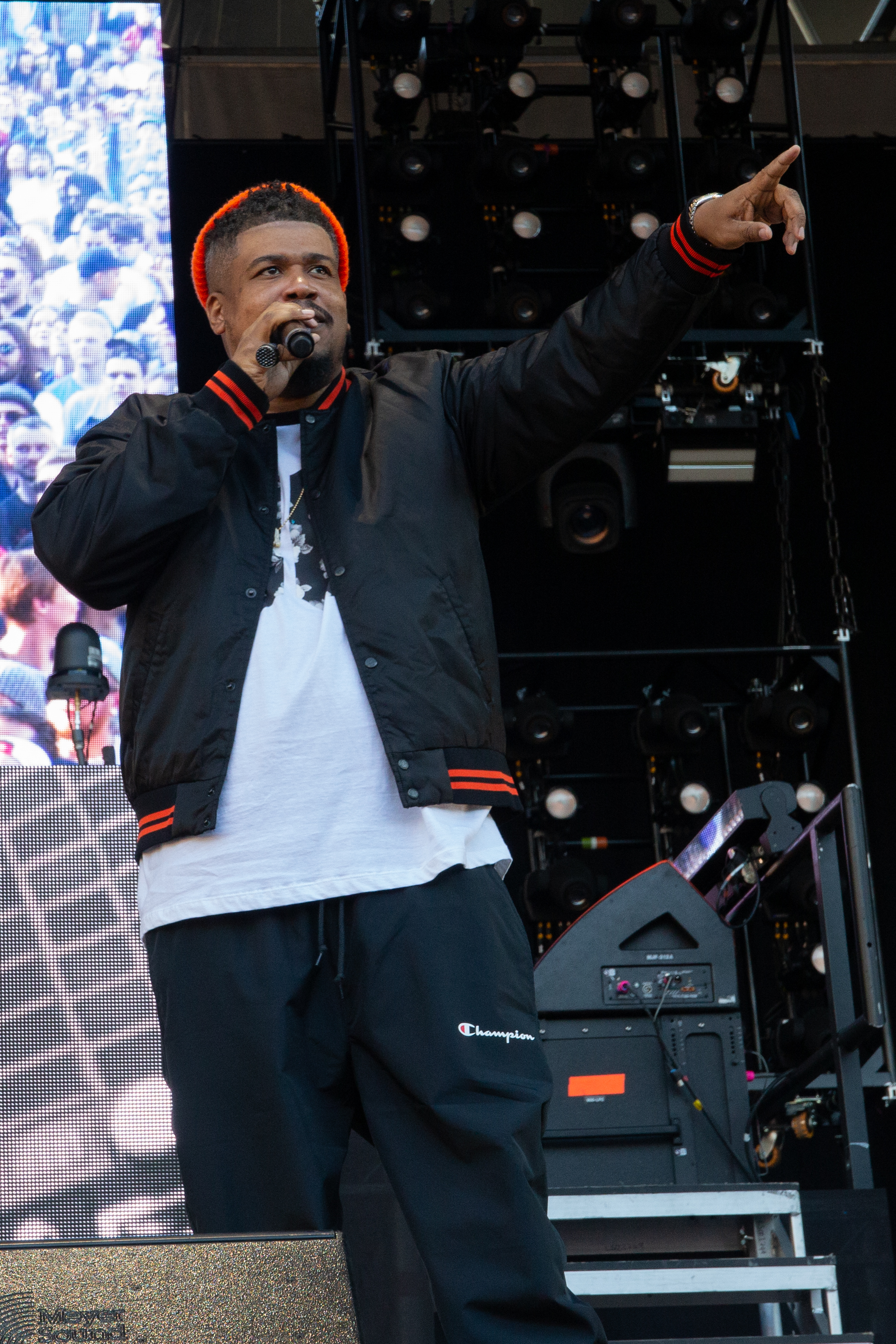
David Jude Jolicoeur, 2019

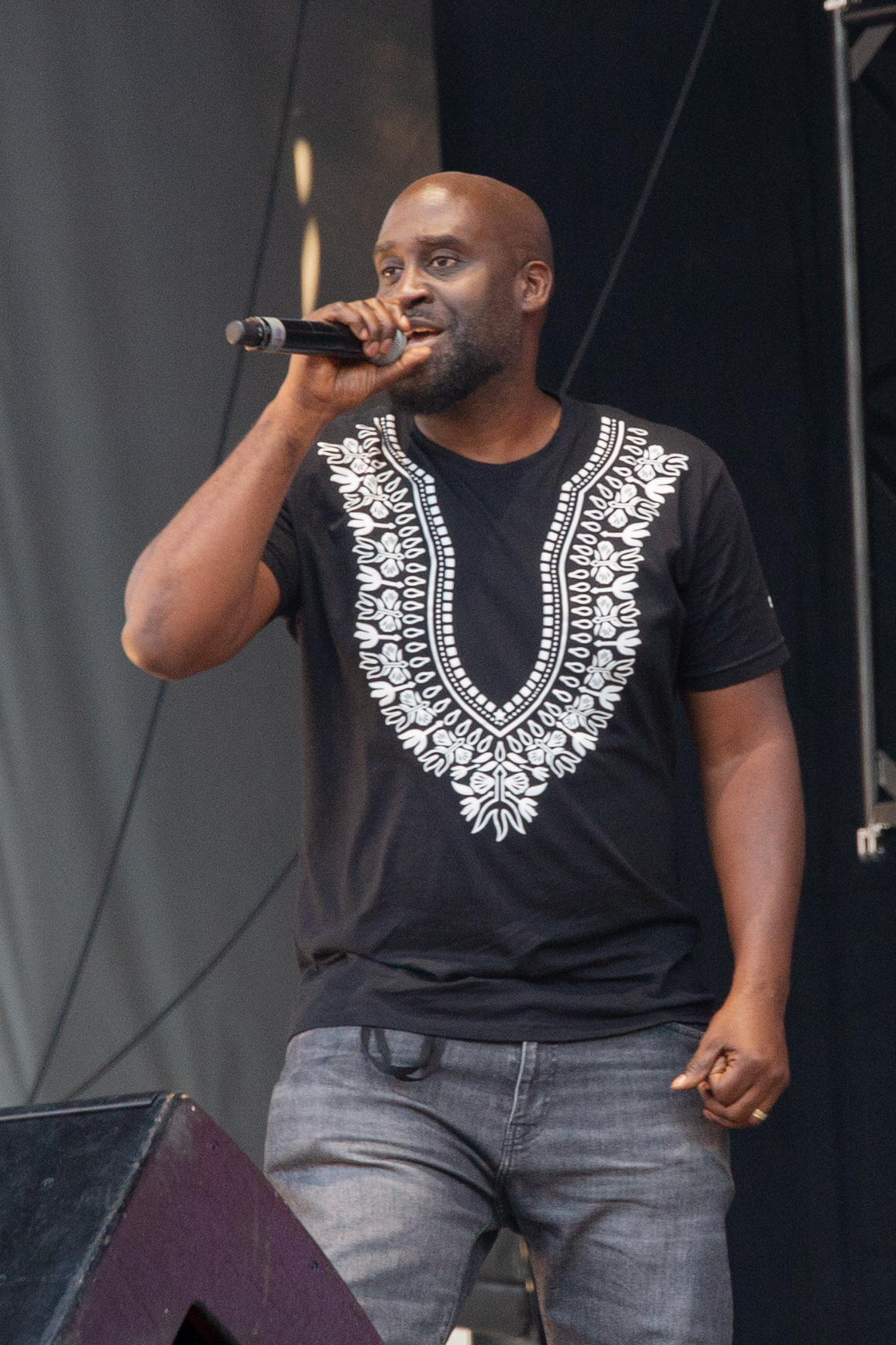
Kelvin Mercer, 2019

### Albumy
- 3 Feet High and Rising (1989)
- De La Soul Is Dead (1991)
- Buhloone Mindstate (1993)
- Stakes Is High (1996)
- Art Official Intelligence: Mosaic Thump (2000)
- AOI: Bionix (2001)
- The Grind Date (2004)
- The Impossible: Mission TV Series – Pt. 1 (2004)
- Are You In? (2009)
- Plug 1 & Plug 2 Present... First Serve (2012)[7]
- And the Anonymous Nobody (2016)

### EP-ki
- Clear Lake Audiotorium (1994)
- Days Off EP (2004)

### Albumy Live
Live at Tramps, NYC, 1996 (2004)

### Kompilacje
- Timeless: The Singles Collection (2001)
- De La Mix Tape: Remixes, Rarities and Classics (2004)
- The Impossible: Mission TV Series – Pt. 1 (2006)

### Single
- „Me Myself and I”, 1989
- „Say No Go”, 1989
- „Eye Know”, 1989
- „The Magic Number"/"Buddy”, 1989
- „Mamma Gave Birth to the Soul Children” (z Queen Latifah), 1990
- „Ring Ring Ring (Ha Ha Hey)”, 1991
- „A Roller Skating Jam Named Saturdays”, 1991
- „Keepin' the Faith”, 1991
- „Breakadawn”, 1993
- „Stakes Is High”, 1996
- „4 More” (wspomagany przez Zhane), 1997
- „Oooh” (wspomagany przez Redman), 2000
- „All Good?” (wspomagany przez Chaka Khan), 2000
- „Baby Phat” (wspomagany przez E. Yummy Bingham), 2002
- „Shopping Bags” 2004
- „Feel Good Inc.” (Gorillaz wspomagany przez De La Soul), 2005